# 薩莫吉提亞語
薩莫吉提亞語（Žemaitiu ruoda；立陶宛語：或）是波羅的語族的一種獨立語言，其語言人口主要集中在立陶宛西部的薩莫吉提亞地區。「薩莫吉提亞」在當地語言的意思就是「低地」，顯示這一種語言是波羅的海地區的低地語言。

## 外部連結
- Samogitia
- Maps of Lithuania with Samogitian Dialects' Borders（页面存档备份，存于）
- Samogitian dictionary （页面存档备份，存于）
- https://web.archive.org/web/20070629110715/http://anthology.lms.lt/lindex.html